# Kriegsdenkmal (Helensburgh)

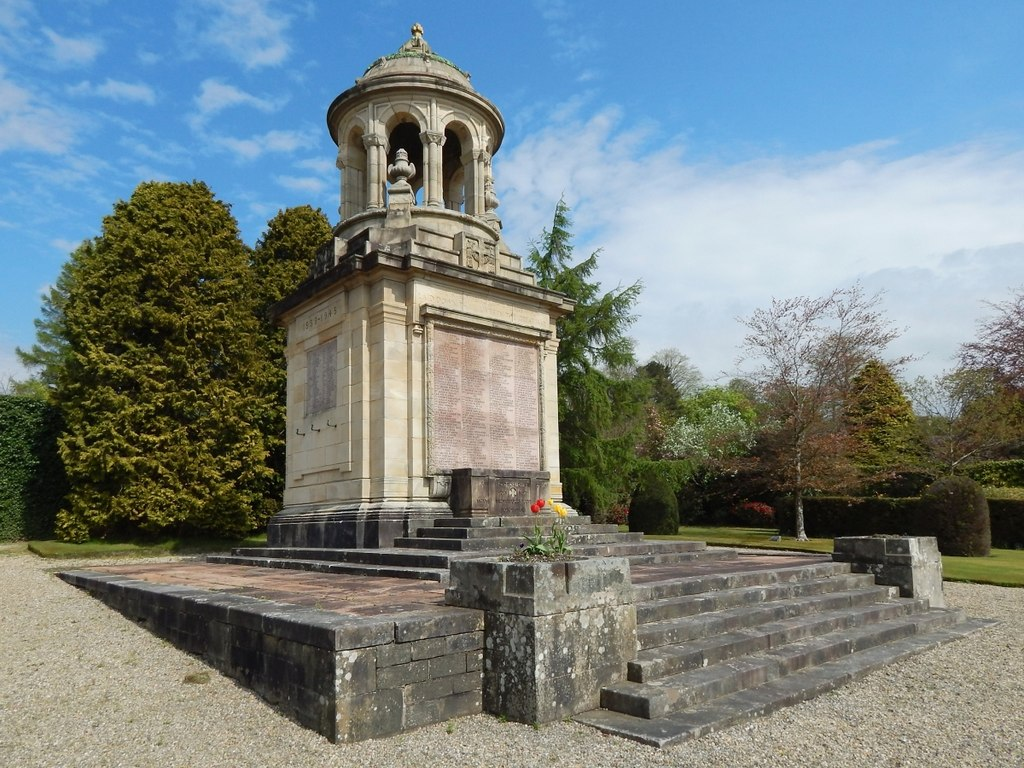
Kriegsdenkmal von Helensburgh

Das Kriegsdenkmal im Hermitage Park befindet sich in der schottischen Stadt Helensburgh. Der Park liegt an der Victoria Road im Stadtzentrum. 1993 wurde das Denkmal in die schottischen Denkmallisten in der höchsten Kategorie A aufgenommen. Der Denkmalschutz erstreckt sich explizit auch auf die Umfriedungsmauer und das verzierte Eingangstor.

## Geschichte
Die Parkanlage befand sich auf den Ländereien von Hermitage House. Zum Preis von 3750 £ wurden das Land an die Stadt Helensburgh veräußert mit der Auflage dort einen Park einzurichten. Nachdem Heritage House zu Zeiten des Ersten Weltkriegs ein Notkrankenhaus beherbergte, wurde es schließlich  im Jahre 1963 abgerissen. Die Parkanlage mitsamt Umfriedungsmauer blieb hierbei jedoch erhalten. Mit der Planung des Kriegsdenkmals wurde der Architekt Alexander Nisbet Paterson beauftragte, der in seinem Anwesen Longcroft in Helensburgh lebte und bereits verschiedene Villen der Stadt entworfen hatte. Das Bauwerk wurde schließlich im Jahre 1923 fertiggestellt. 2010 wurde das Kriegsdenkmal in das schottische Register gefährdeter denkmalgeschützter Gebäude aufgenommen. Insbesondere der Zustand der Umfriedungsmauer wird als schlecht eingestuft. Die Restaurierungskosten belaufen sich auf rund 30.000 £.

## Beschreibung
Das Kriegsdenkmal ist in Form eines Pavillons gearbeitet. Es besteht aus cremefarbenen Sandstein, aus dem ein gestuftes Fundament gefertigt ist, auf dem ein hoher, runder Sockel gelagert ist. Auf diesem Sitz der runde Pavillon auf, den eine Kuppel mit einem umlaufenden Zierband aus Kupfer krönt. Die Umfriedungsmauer besteht aus Bruchstein. Das schmiedeeiserne, zweiflüglige Eingangstor zeigt ein Kranzmuster mit Palmblatt- und Distelornamenten.